# Gerlos
Gerlos is een gemeente in het district Schwaz in de Oostenrijkse deelstaat Tirol.

## Geografie
Gerlos ligt in het Gerlostal, een zijdal van het Zillertal, dat bij Zell am Ziller naar het oosten afbuigt. Het gemeentegebied strekt zich uit over meerdere kernen langs de straat over de Gerlospas in een op ongeveer 1200 meter hoogte gelegen dal. Zo horen de kernen Schwarzach, Gmünd, Ried, Au, Mitterhof, Oberhof en Innertal in de gemeente. Ten westen van de gemeente ligt Gerlosberg, ook gelegen in het Gerlostal. De gemeente Gerlos grenst in het oosten aan de deelstaat Salzburg.

## Geschiedenis
Gerlos heette oorspronkelijk Gerlaise en de Gerlospas werd in 1154 voor het eerst als saltus gerlaise officieel vermeld. Sinds de 9e eeuw bezat het bisdom Salzburg de grond- en heerschappijrechten in het Zillertal en diens zijdalen, dus ook in Gerlos. Een levendige handel over de Gerlospas was hiervan het gevolg. In de 14e eeuw werden cijnsplichtige alpenboerderijen in het Gerlostal gebouwd. In deze tijd genoot ook de in dit gebied bedreven goudmijnbouw economische betekenis.
De Gerlospas vormde een belangrijke rol als strategische overgang tussen Tirol en Salzburg ten tijde van de Tiroolse vrijheidsstrijd in 1809. In het jaar 1816 werd de pashoogte van de pas de officiële grens tussen Tirol en Salzburg. Pas in de jaren '60 van de 20e eeuw werd de Gerlosstraße over de pas aangelegd, waardoor er een verbinding ontstond tussen het Gerlostal en de bekende watervallen van Krimml. Tegelijk met de aanleg van deze weg werden ook de stuwmeren Durlaßboden met de krachtcentrale Funsingau en Gmünd met de Gerloskrachtcentrale (in Rohrberg) aangelegd.

## Economie en infrastructuur
Naast de winning van elektrische energie en de landbouw is het toerisme van groot economisch belang voor de gemeente. Met name het skigebied Zillertal Arena speelt daarbij een grote rol. Hierdoor is Gerlos na Mayrhofen en Tux in het Zillertal de plaats met de meeste overnachtingen door toeristen. Het andere skigebied Fürstalm is in 2006 gesloten.
Gerlos ligt aan de Gerlos Bundesstraße, die Zell am Ziller met Mittersill verbindt. Vanuit Zell am Ziller (gelegen aan de Zillertalspoorlijn) bestaat in bepaalde seizoenen een busverbinding richting Gerlos.

## Wintersport
Gerlos is in Nederland een bekende wintersportplaats, met een bruisend après-skileven. Vroeger had het dorp een eigen skigebied, inmiddels is dit skigebied aangesloten op de skigebieden van Königsleiten en Zell am Ziller. Dit gezamenlijke skigebied heeft de naam 'Zillertal Arena' gekregen. Gerlos staat vooral bekend om zijn (Nederlandse) après-ski. Zo zijn er in het dorp een aantal barren en discotheken zoals: Cin Cin Gerlos, Country Club Gerlos, Little London Gerlos, Luigi's Turbo Bar en Haberl's Ski Bar.